# Propithecus verreauxi
Il sifaka di Verreaux (Propithecus verreauxi A. Grandidier, 1867) è un lemure della famiglia degli Indriidae, diffuso nel Madagascar occidentale e sud-orientale.

## Descrizione
Il sifaka di Verraux è un lemure di media taglia.
La pelliccia è folta e setosa, di colorazione bianca con strisce scure sui fianchi, la sommità della testa e le estremità degli arti. La lunga coda viene utilizzata come bilanciere nei salti da un albero all'altro
Le specializzazioni anatomiche degli arti inferiori e superiori rendono questa specie prevalentemente arboricola; i movimenti sul terreno producono una caratteristica andatura a balzi laterali, spesso paragonata ad una specie di danza.

## Biologia
Gli esemplari di questa specie vivono in piccoli gruppi da 1 a 10 individui con numero di maschi e femmine più o meno bilanciato.

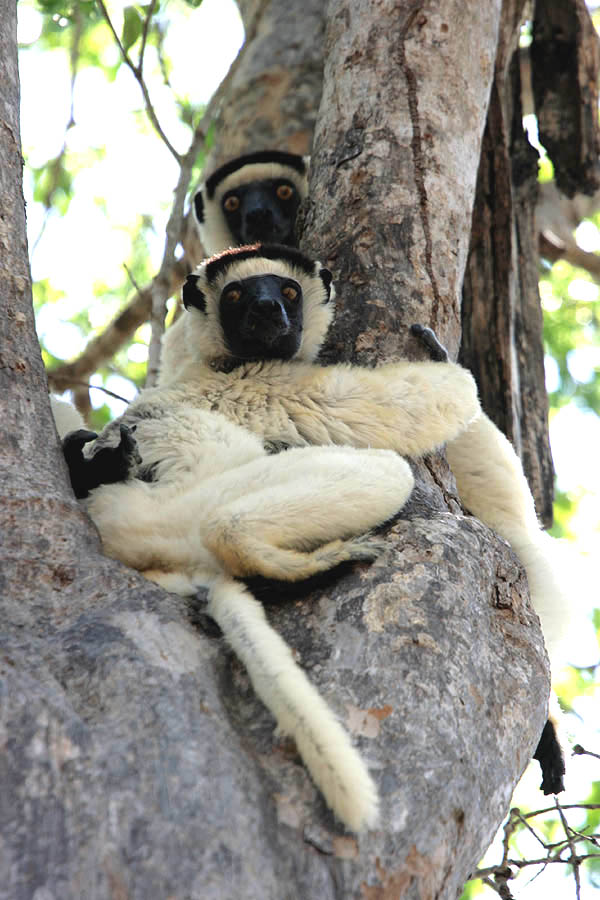
Parco nazionale di Kirindy-Mitea

### Riproduzione
Le femmine, come in molte specie di lemuri, sono socialmente dominanti; entrambi i sessi migrano, anche se prevalentemente le femmine sono il sesso filopatrico (stanziale), mentre i maschi migrano, intorno alla maturità sessuale, in nuovi gruppi. Le femmine si accoppiano con più partner nell'ambito della medesima stagione riproduttiva (che ha una durata totale di circa due mesi, anche se ogni femmina rimane in estro per pochi giorni). Le femmine utilizzano le marcature anogenitali per contrassegnare il territorio, mentre i maschi utilizzano marcature specializzate (anogenitali e con le ghiandole presenti sotto la gola) più per attrarre le femmine che per delimitare il territorio. I maschi presentano un bimorfismo sessuale reversibile: possono avere il petto chiaro (clean chest) o il petto scuro (stained chest), perché "sporcato" dal secreto prodotto dalla ghiandola sotto la gola, secreto che viene "spalmato" sui substrati strusciandovi contro gola e petto; solo i maschi più attivi nel marcare territorio e risorse hanno dunque il petto scuro. Le variazioni nel petto sembrano essere legate ai livelli di testosterone.
Durante la stagione degli amori i maschi e le femmine attuano un vero e proprio mercato biologico: i maschi che marcano di più si accoppiano per primi e quelli che "offrono" più grooming alle femmine si accoppiano con maggiore frequenza. La colorazione del petto nei maschi (data dal secreto ghiandolare) è probabilmente un segnale sessuale secondario (analogo, ad esempio, al seno delle donne), che dà indicazioni sulla qualità del maschio: le femmine, infatti, copulano più frequentemente con i maschi petto scuro, più attivi nel marcare; i maschi petto chiaro, per poter accedere alle femmine nella stagione degli amori, offrono ad esse più grooming rispetto ai maschi petto scuro.
La gerarchia del sifaka è lineare ed in questa specie è stato evidenziato, per la prima volta in natura su una proscimmia, il meccanismo della riconciliazione come forma di gestione dei conflitti. La riconciliazione non avviene, tuttavia, in contesto di feeding (cioè quando gli animali mangiano). Il gioco in questa specie si protrae fino all'età adulta, dove è utilizzato anche per "rompere il ghiaccio" e ridurre la xenofobia tra maschi di gruppi diversi, in particolare nella stagione degli amori.

### Alimentazione
I sifaka sono erbivori selettivi la cui dieta è composta prevalentemente da foglie (giovani e adulte) e, nella stagione umida, anche da germogli, frutti e fiori. La dieta è variabile a seconda dei siti e della vegetazione che li caratterizza: tra le famiglie di piante preferite ci sono le Leguminosae (tra cui il Tamarindus indica) e le Didiereaceae. Sono piuttosto tolleranti ai tannini. Possono occasionalmente ingerire terreno (geofagia). Sono attivi, per la ricerca del cibo, al mattino e nel pomeriggio con un lungo intervallo nella parte centrale della giornata nella stagione secca e senza intervalli degni di nota nella stagione umida.

### Voce
I sifaka di Verreaux e i lemuri dalla fronte rossa (Eulemur rufus) riconoscono i richiami di allarme l'uno dell'altro (comunicazione interspecifica).

## Distribuzione e habitat

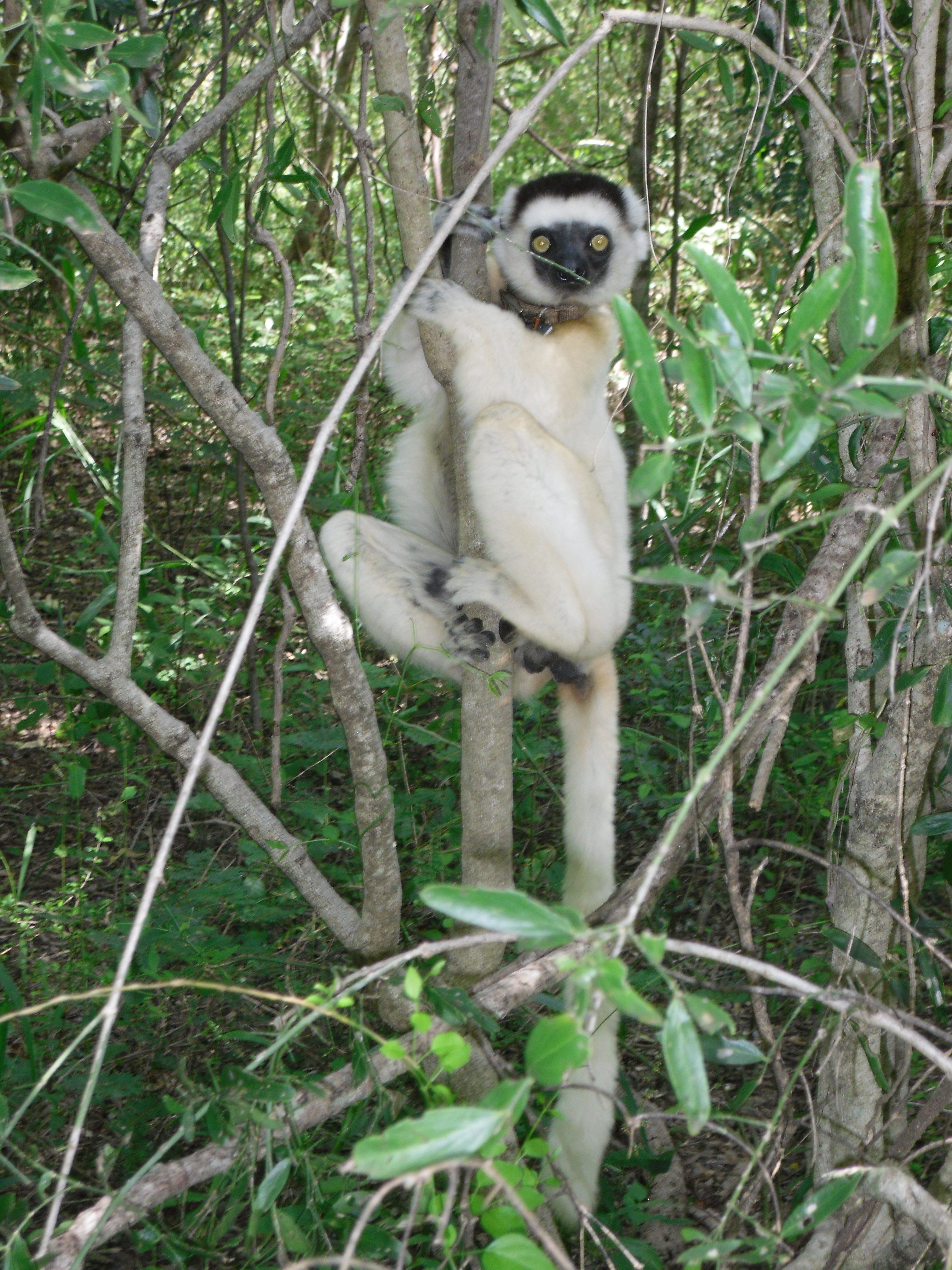
Sifaka di Verreaux Riserva speciale di Bezaha Mahafaly

Come tutti i lemuri, è endemico del Madagascar.
È diffuso nel Madagascar occidentale e sud/sudorientale, in particolare nelle aree di foresta spinosa del Madagascar meridionale e sud-occidentale, da Taolanaro (Fort Dauphin) sino al fiume Tsiribihina.

## Tassonomia
In passato il Propithecus deckenii e il Propithecus coquereli erano considerate sottospecie del P. verreauxi ed erano denominati rispettivamente Propithecus verreauxi coquereli e Propithecus verreauxi deckenii.
Oggi le sottospecie sono state elevate al rango di specie.

## Conservazione
La specie è considerata in pericolo critico dalla IUCN. Data la dieta, specializzata, a basso contenuto energetico (basata prevalentemente su foglie) che si ripercuote su tasso di metabolismo basale) e la sua locomozione altamente dispendiosa dal punto di vista energetico i sifaka sono difficili da preservare in cattività.
La si può osservare, tra gli altri siti, all'interno del Parco Nazionale di Andohahela, nella Riserva naturale di Berenty (Madagascar meridionale), nella foresta decidua secca di Kirindy (Madagascar occidentale) e nella foresta secca di Bezaha-Mahafaly (Madagascar sudoccidentale).
Nei frammenti di foresta spinosa del sud del Madagascar la variabile che maggiormente influenza la loro abbondanza è la proporzione di piante di grande taglia (con un diametro ad altezza petto almeno di 5 cm), più che la dimensione stessa del frammento.